# Chole

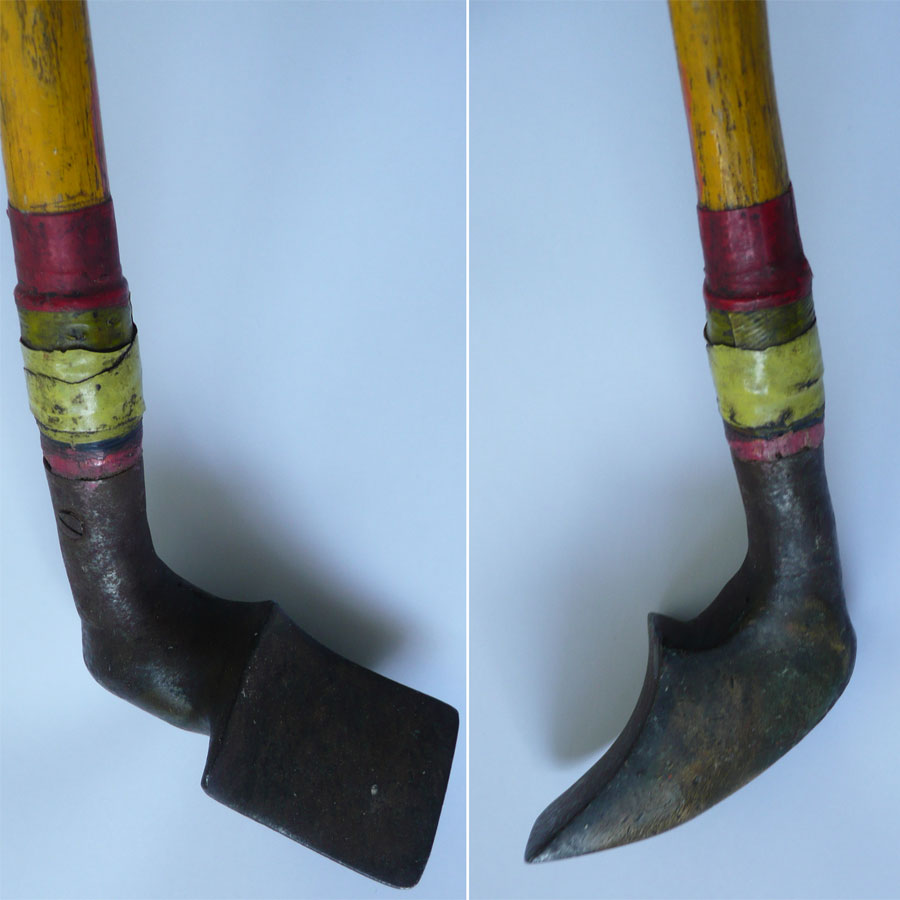
Kop van een crosse, het slaghout waarmee chole (choule, jeu de crosse) gespeeld wordt.

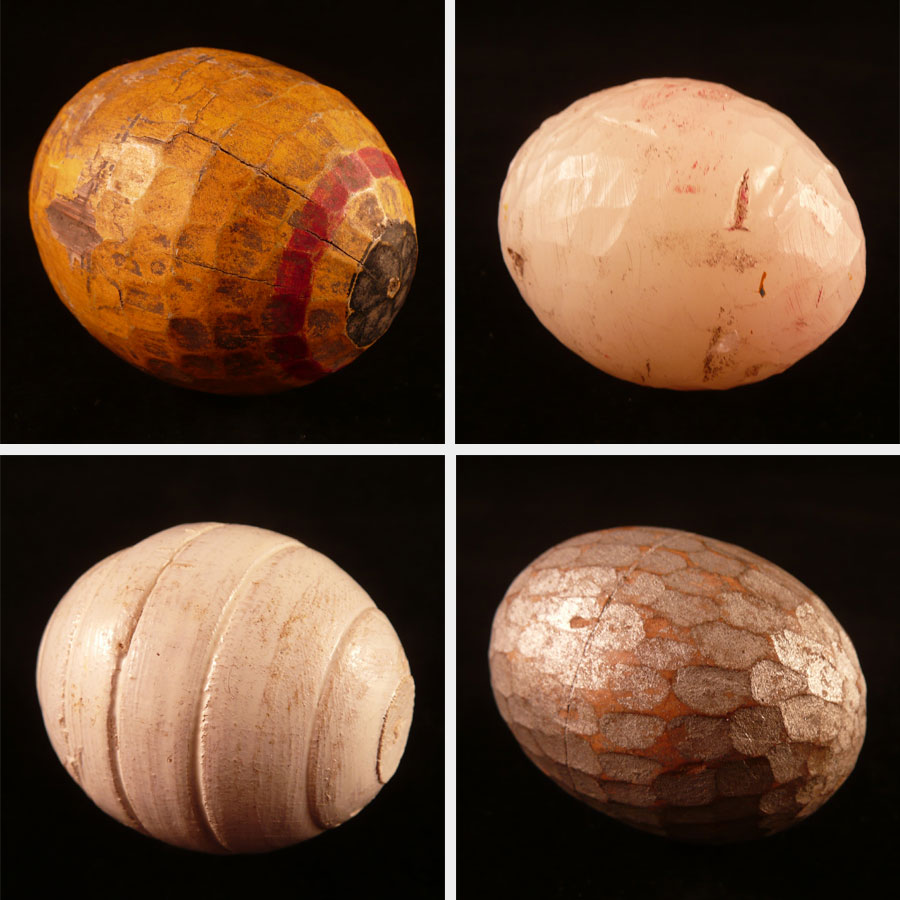
Choulettes, de eivormige ballen van verschillende grootte waarmee jeu de crosse gespeeld wordt.

Chole (ook: choule of jeu de crosse) is een stok-met-bal spel dat gespeeld wordt in het grensgebied van België met Frankrijk (Henegouwen), waarbij men probeert om met een vooraf ingeschat aantal slagen met een slagstok (de crosse of choule) en  eivormige ballen (de choulettes) een afgesproken doel (het planchette) te raken, waarbij de tegenstander volgens afgesproken regels mag hinderen.

In het speelgebied is het spel bekend als jeu de crosse, in de Angel-Saksische wereld en ook in Nederland is het spel vooral bekend als choule of chole.

## Spelregels
Bij chole spelen beide partijen met dezelfde bal (aanvankelijk betwistte men elkaar de bal; later werd de bal door beide partijen om beurten geslagen). Na het vaststellen van het doel, op soms 15 tot 20 kilometer afstand van het beginpunt, begint men te bieden. Iedere partij moest het aantal slagen opgeven, waarin men denkt het eindpunt te kunnen halen. De partij die het laagst biedt, mag afslaan en proberen dat eindpunt te bereiken. De andere partij moet proberen dat te verhinderen. De spelers van de beginnende partij, de chouleurs, slaan beurtelings de bal. Nadat drie spelers hebben geslagen, mag iemand van de tegenpartij de bal terugslaan. Daarna slaat de beginnende partij weer drie keer, wederom gevolgd door één terugslag van de tegenstanders. Dit choule à la crosse was vooral in noordelijk Frankrijk en in Henegouwen geliefd en wordt er nog wel als jeu de crosse gespeeld. De Franse schrijver Émile Zola (1840-1902) gaf een nauwkeurige beschrijving van dit spel in zijn Germinal dat zich in die streken afspeelt.
De tegenpartij, of déchouleurs, trachten de bal zo veel mogelijk naar plaatsen te slaan, waar deze moeilijk door de andere partij verder geslagen kan worden. Wanneer de bal ergens terechtkomt waar de spelers hem niet meer kunnen bereiken, bijvoorbeeld in het water, dan wordt onderling uitgemaakt waar een nieuwe bal neergelegd wordt.
Omdat men bij dit spel over sloten en door velden gaat, wordt het vooral in het najaar gespeeld, wanneer de velden leeg zijn. De slagstokken (crosses of cho(u)les geheten) hebben een ijzeren kop op een stevige en niet te buigen steel. De (meestal: beukenhouten) bal is niet rond, maar meer eivormig.
In latere tijd spelen beide teams met eigen ballen naar het doel.